# Antjärn
För sjön, se Antjärnstjärnen
Antjärn är en by i Häggdångers distrikt, Härnösands kommun. Genom byn går både E4 och Ådalsbanan mellan Timrå och Härnösand. Här finns en camping, ett insjöbad och en ishall.
Från 2015 till 2020 avgränsade SCB här en småort med småortskod S7603.